# کویرینو
کوئیرینو یا کویرینو (Quirino) یکی از استان‌های کشور فیلیپین است. این استان بخشی از جزیرهٔ لوزون به شمار می‌رود.
مرکز این استان شهر کاباروگوئیس Cabarroguis است. جمعیت آن یکصد و پنجاه هزار نفر است. مساحت این استان سه هزار و پنجاه کیلومتر مربع است .